# Primetime-Emmy-Verleihung 1974
Die 26. Emmy-Verleihung fand am 28. Mai 1974 im Pantages Theatre in Los Angeles, Kalifornien, USA statt. Die Zeremonie wurde von Johnny Carson moderiert.

## Hauptkategorien

### Dramaserie
(Outstanding Drama Series)
* Das Haus am Eaton Place (Upstairs, Downstairs) (PBS)
- Kojak – Einsatz in Manhattan (Kojak) (CBS)
- Police Story - Immer im Einsatz (Police Story) (NBC)
- Die Straßen von San Francisco (The Streets of San Francisco) (ABC)
- Die Waltons (The Waltons) (CBS)

### Comedyserie
(Outstanding Comedy Series)
* M*A*S*H (M*A*S*H) (CBS)
- All In The Family - Es bleibt in der Familie (All In the Family) (CBS)
- Oh Mary (The Mary Tyler Moore Show) (CBS)
- Männerwirtschaft (The Odd Couple) (ABC)

### Drama/Comedy Miniserie oder Fernsehfilm
(Outstanding Limited Serie)
* Columbo (Columbo) (NBC)
- Die Geschichte der Jane Pittman (The Autobiography of Miss Jane Pittman) (CBS)
- 6 Rms Riv Vu (CBS)
- Ein Sheriff in New York (McCloud) (NBC)
- Steambath (PBS)
- The Blue Knight (NBC)
- The Execution of Private Slovik (NBC)
- Aufbruch ins Glück (The Migrants) (CBS)

## Hauptdarsteller

### Hauptdarsteller in einem Drama/Dramaserie
(Best Lead Actor in a Drama/Drama Series)
* Telly Savalas als Lt. Theo Kojak in Kojak – Einsatz in Manhattan (Kojak)

* Hal Holbrook als Capt. Lloyd Bucher in Pueblo

- Alan Alda als Paul Friedman in 6 Rms Riv Vu
- William Conrad als Frank Cannon in Cannon (Cannon)
- Martin Sheen als Eddie Slovik in The Execution of Private Slovik
- Laurence Olivier als Shylock in The Merchant of Venice
- Dick Van Dyke als Charlie Lester in The Morning After
- Karl Malden als Detective Lt. Mike Stone in Die Straßen von San Francisco (The Streets of San Francisco)
- Richard Thomas als John-Boy Walton in Die Waltons (The Waltons)

### Hauptdarsteller in einer Comedy-Serie
(Best Lead Actor in a Comedy Series)
* Alan Alda als Captain Benjamin Franklin Pierce in M*A*S*H (M*A*S*H)
- Carroll O’Connor als Archie Bunker in All In The Family - Es bleibt in der Familie (All In the Family)
- Redd Foxx als Fred G. Sanford in Sanford and Son
- Tony Randall als Felix Unger in Männerwirtschaft (The Odd Couple)
- Jack Klugman als Oscar Madison in Männerwirtschaft (The Odd Couple)

### Hauptdarsteller in einer limitierten Serie
(Best Lead Actor in a Limited Series)
* William Holden als Bumper Morgan in The Blue Knight
- Peter Falk als Lt. Columbo in Columbo (Columbo)
- Dennis Weaver als Sam McCloud in Ein Sheriff in New York (McCloud)

### Hauptdarstellerin in einem Drama/Dramaserie
(Best Lead Actress in a Drama/Drama Series)
* Michael Learned als Olivia Walton in Die Waltons (The Waltons)

* Cicely Tyson als Jane Pittman in Die Geschichte der Jane Pittman (The Autobiography of Miss Jane Pittman)

- Carol Burnett als Anne Miller in 6 Rms Riv Vu
- Elizabeth Montgomery als Ellen Harrod in A Case of Rape
- Jeanette Nolan als Sally Fergus in Dirty Sally
- Katharine Hepburn als Amanda Wingfield in Die Glasmenagerie (The Glass Menagerie)
- Cloris Leachman als Viola Barlow in Aufbruch ins Glück (The Migrants)
- Jean Marsh als Rose in Das Haus am Eaton Place (Upstairs, Downstairs)

### Hauptdarstellerin in einer Comedy-Serie
(Best Lead Actress in a Comedy Series)
* Mary Tyler Moore als Mary Richards in Oh Mary (The Mary Tyler Moore Show)
- Jean Stapleton als Edith Bunker in All In The Family - Es bleibt in der Familie (All In the Family)
- Beatrice Arthur als Maude Findlay in Maude

### Hauptdarstellerin in einer limitierten Serie
(Best Lead Actress in a Limited Series)
* Mildred Natwick als Gwendolyn Snoop Nicholson in The Snoop Sisters
- Helen Hayes als Ernesta Snoop in The Snoop Sisters
- Lee Remick als Cassie Walters in The Blue Knight

## Nebendarsteller

### Nebendarsteller in einem Drama
(Best Supporting Actor in Drama)
* Michael Moriarty als Jim O’Connor in Die Glasmenagerie (The Glass Menagerie)
- Sam Waterston als Tom Wingfield in Die Glasmenagerie (The Glass Menagerie)
- Michael Douglas als Inspector Steve Keller in Die Straßen von San Francisco (The Streets of San Francisco)
- Will Geer als Großvater in Die Waltons (The Waltons)

### Nebendarsteller in einer Comedy
(Best Supporting Actor in Comedy)
* Rob Reiner als Michael 'Meathead' Stivic in All In The Family - Es bleibt in der Familie (All In the Family)
- Gary Burghoff als Corporal Walter Eugene O’Reilly in M*A*S*H (M*A*S*H)
- McLean Stevenson als Lt. Colonel Henry Blake in M*A*S*H (M*A*S*H)
- Ed Asner als Lou Grant in Oh Mary (The Mary Tyler Moore Show)
- Ted Knight als Ted Baxter in Oh Mary (The Mary Tyler Moore Show)

### Nebendarstellerin in einem Drama
(Best Supporting Actress in Drama)
* Joanna Miles als Laura Wingfield in Die Glasmenagerie (The Glass Menagerie)
- Nancy Walker als Mildred in McMillan & Wife
- Ellen Corby als Esther Walton in Die Waltons (The Waltons)

### Nebendarstellerin in einer Comedy
(Best Supporting Actress in Comedy)
* Cloris Leachman als Phyllis Lindstrom in Oh Mary (The Mary Tyler Moore Show)
- Sally Struthers als Gloria Bunker-Stivic in All In The Family - Es bleibt in der Familie (All In the Family)
- Loretta Swit als Major Margaret Houlihan in M*A*S*H (M*A*S*H)
- Valerie Harper als Rhoda Morgenstern in Oh Mary (The Mary Tyler Moore Show)

### Nebendarsteller in Comedy-Varieté, Varieté- oder Musik
(Best Supporting Actor in Comedy-Variety, Variety or Music)
* Harvey Korman in The Carol Burnett Show
- Tim Conway in The Carol Burnett Show
- Foster Brooks als er selbst in The Dean Martin Comedy Hour

### Nebendarsteller des Jahres
(Supporting Actor of the Year)
Michael Moriarty als Jim O’Connor in Die Glasmenagerie (The Glass Menagerie)

### Nebendarstellerin des Jahres
(Supporting Actress of the Year)
Joanna Miles als Laura Wingfield in Die Glasmenagerie (The Glass Menagerie)

## Regie

### Regie bei einem Drama/Einzelfolge einer Serie
(Outstanding Directorial Achievement in Drama - A Single Program of a Series with Continuing Characters and/or Theme)
* Robert Butler für The Blue Knight (Episode: Part III) (NBC)
- Harry Harris für Die Waltons (Episode: Die Hochzeit am Meer) (The Waltons - Episode: The Journey) (CBS)
- Philip Leacock für Die Waltons (Zeit der schweren Prüfungen) (The Waltons - Episode: The Thanksgiving Story) (CBS)

### Regie bei einer Comedyserie
(Best Directing in Comedy)
* Jackie Cooper für M*A*S*H (Episode: Schwester, Freund und prima Kerl) (M*A*S*H - Episode: Carry on, Hawkeye) (CBS)
- Gene Reynolds für M*A*S*H (Episode: Sex, Spiele und anderes) (M*A*S*H - Episode: Deal Me Out) (CBS)
- Jay Sandrich für Oh Mary (Episode: Rendezvous mit Lou) (The Mary Tyler Moore Show - Episode: Lou’s First Date) (CBS)

### Regie bei einer Comedy-Varieté, Varieté- oder Musikshow
(Best Directing in Comedy-Variety, Variety or Music)
* Dwight Hemion für Barbra Streisand...And Other Musical Instruments (CBS)

* Dave Powers für The Carol Burnett Show (Episode: The Australia Show) (CBS)

- Joshua White für In Concert Cat Stevens: Moon & Star (ABC)
- Marty Pasetta für Magnavox Presents Frank Sinatra (NBC)
- Tony Charmoli für Mitzi...A Tribute to the American Housewife (CBS)
- Sterling Johnson für Peggy Fleming Visits the Soviet Union (NBC)
- Art Fisher für The Sonny and Cher Comedy Hour (Episode with Ken Berry and George Foreman) (CBS)

## Drehbuch

### Drehbuch für eine Dramaserie
(Best Writing in Drama)
* Joanna Lee für Die Waltons (Zeit der schweren Prüfungen) (The Waltons - Episode: The Thanksgiving Story) (CBS)
- Gene R. Kearney für Kojak – Einsatz in Manhattan (Episode: Tote machen kein Examen) (Kojak - Episode: Death is Not a Passing Grade) (CBS)
- John McGreevey für Die Waltons (The Waltons - Episode: The Easter Story) (CBS)

### Drehbuch für eine Comedyserie
(Best Writing in Comedy)
* Treva Silverman für Oh Mary (Episode: Szenen einer Ehe) (The Mary Tyler Moore Show - Episode: The Lou And Edie Story) (CBS)
- McLean Stevenson für M*A*S*H (Episode: Wirklich, katastrophale Zustände) (M*A*S*H - The Trial of Henry Blake) (CBS)
- Linda Bloodworth & Mary Kay Place für M*A*S*H (Episode: Hot Lips in Hochform) (M*A*S*H - Hot Lips and Empty Arms) (CBS)